# Sony Mavica

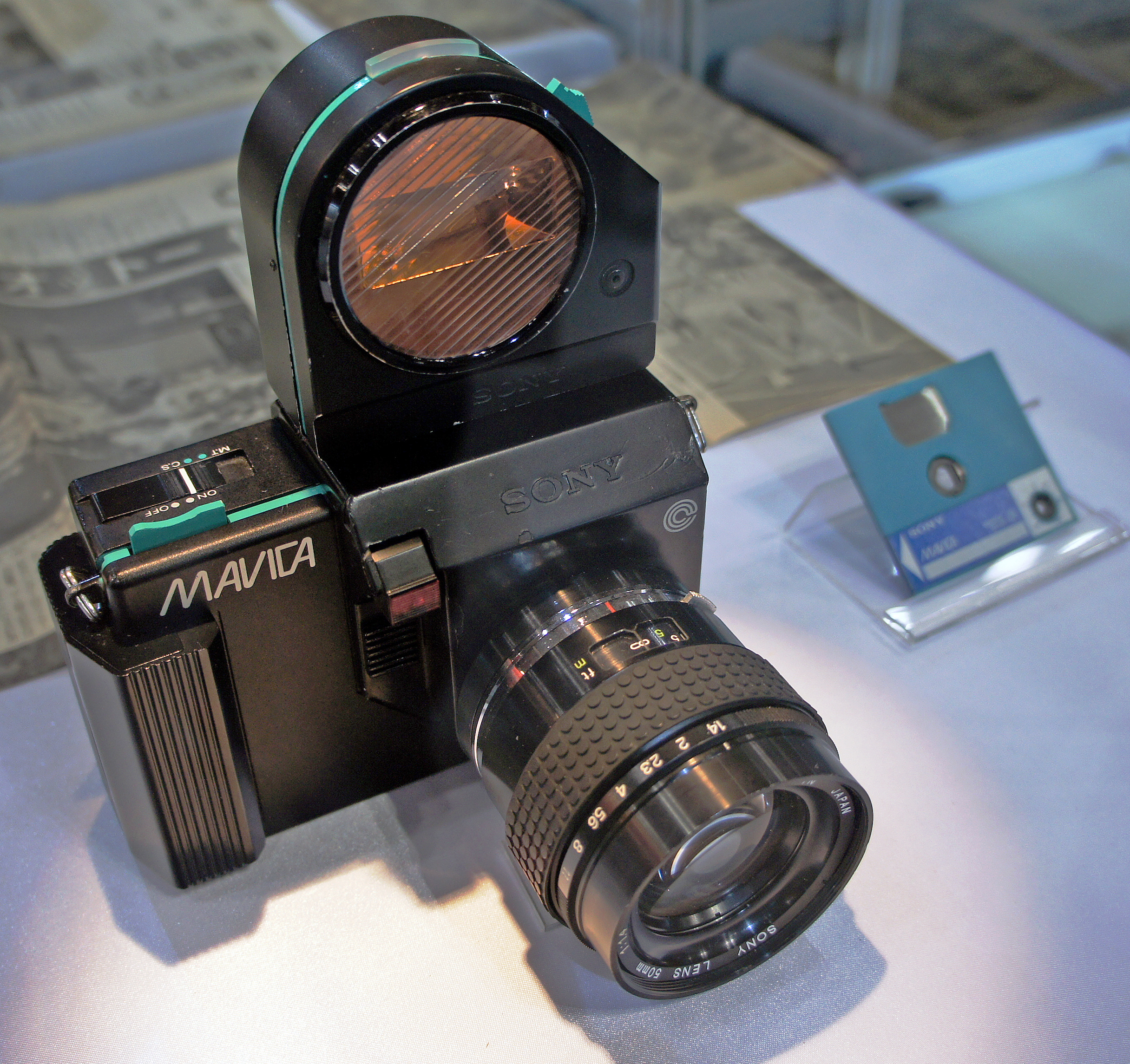
Le prototype Mavica de 1981.

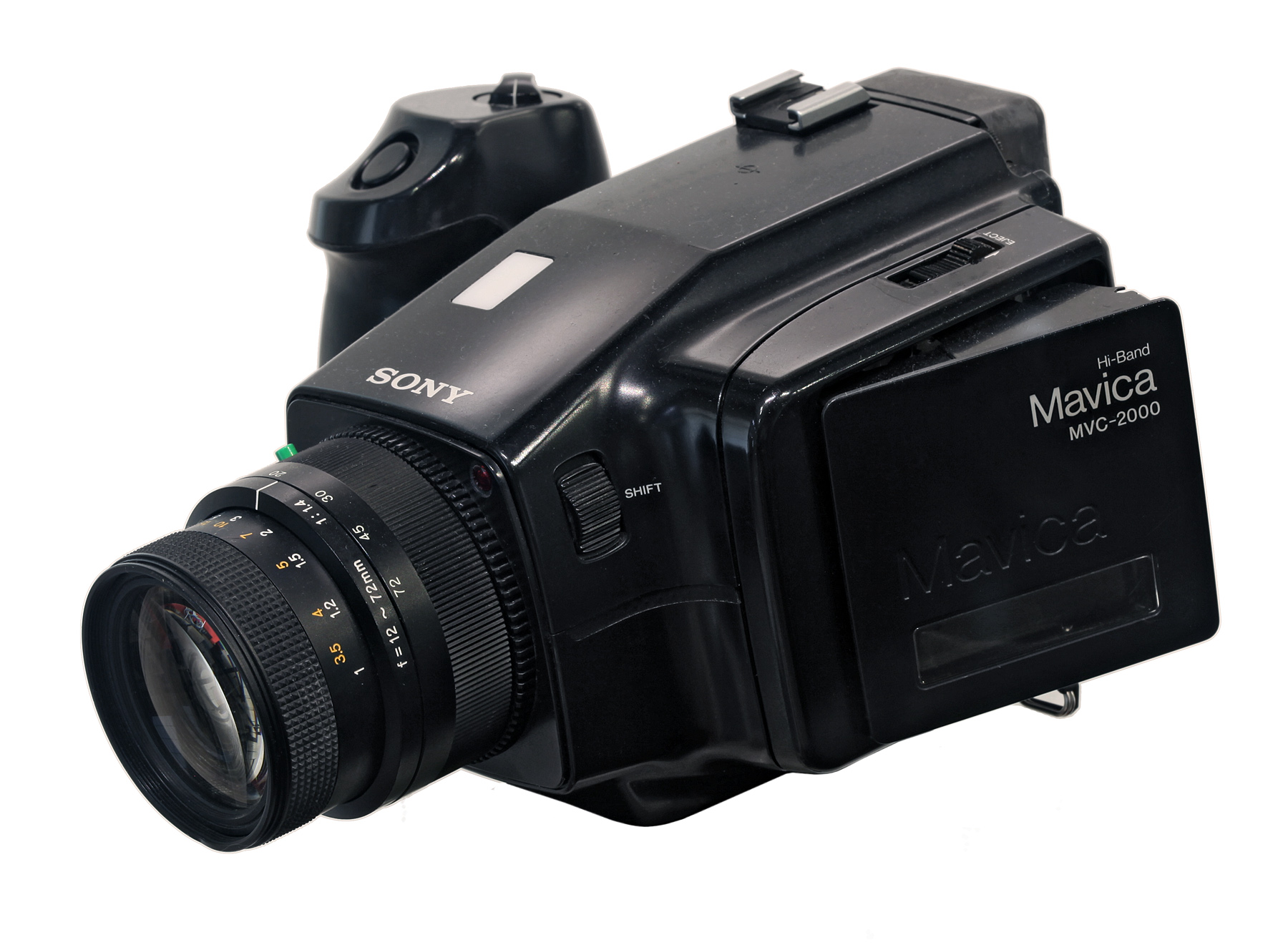
Mavica MVC-2000, un modèle analogique du milieu des années 1980.

Mavica (abréviation de « Magnetic Video Camera ») est une ancienne gamme d'appareils photographiques électroniques (à capteur CCD) conçue et produite par Sony et qui utilisent des disques amovibles comme unités de stockage.
Les appareils photographiques originaux Mavica (jusqu'au début des années 1990) étaient basés sur la technologie vidéo analogique (une seule image) au format NTSC avec une définition de 570 × 490 pixels. Les modèles suivants, Digital Mavica, à partir de fin 1997, étaient de vrais appareils photographiques numériques.

## Modèles Mavica analogiques
Le premier Mavica apparaît en 1981 sous forme d'un prototype. Il est doté d'un capteur CCD de 279 300 pixels (l'Amstrad D950, qui arrive en même temps sur le marché en possède dix fois moins) et stocke les photos analogiquement sur une mini-disquette 2" (appelée Mavipak) d'une capacité de 50 images. Avec des accessoires supplémentaires, il est possible de visualiser les photographies sur un téléviseur, les imprimer ou les envoyer par le réseau téléphonique, sans possibilité de retouche.

## Gamme d'appareils Mavica numériques

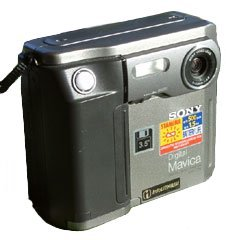
Le Digital Mavica FD5 (1997), le premier appareil numérique de la gamme.

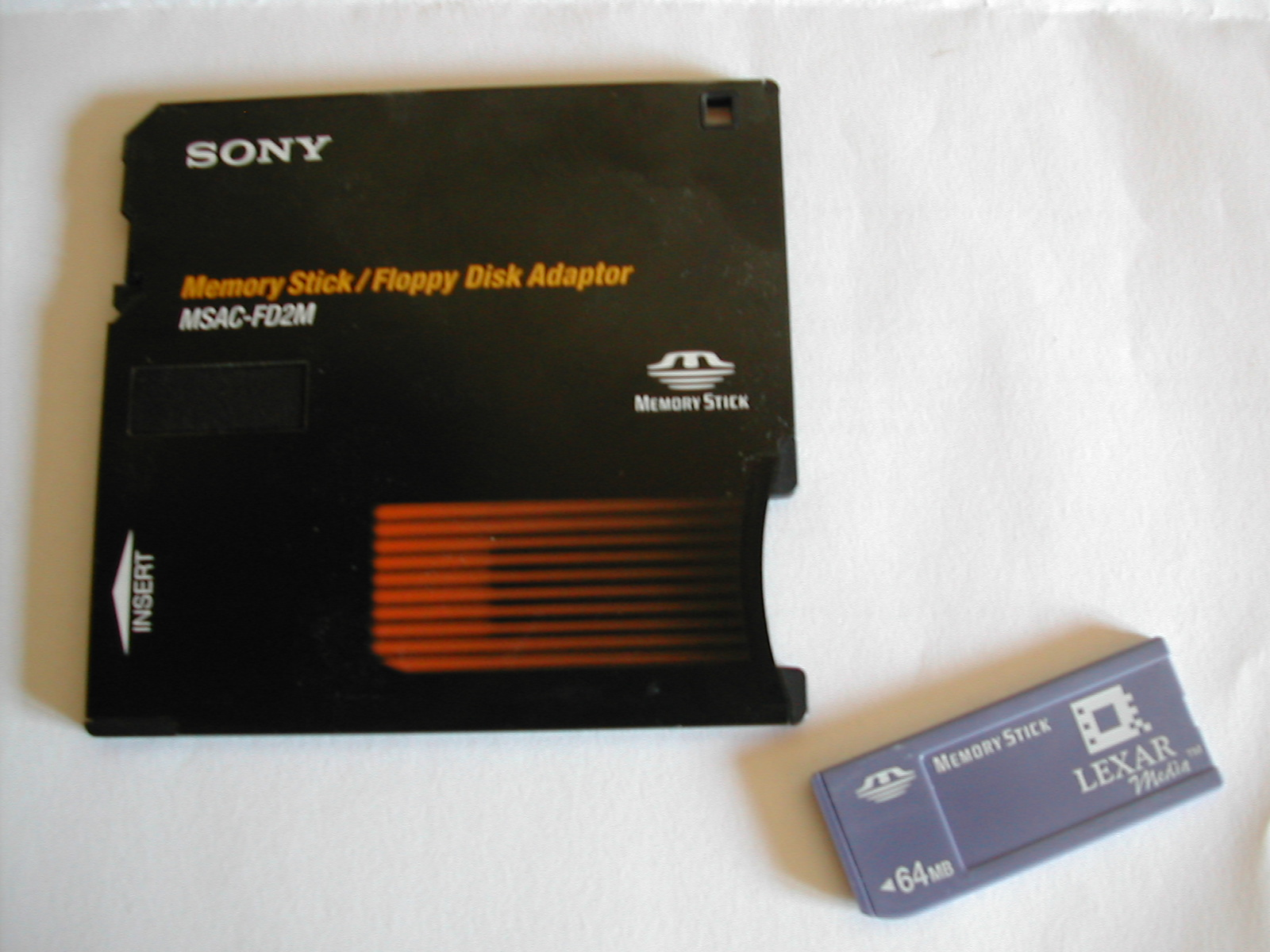
Adaptateur pour Memory Stick.

La marque Mavica réapparait vers la fin de l'année 1997 avec le MVC-FD5 qui enregistre les images au format JPEG sur des disquettes 3,5 pouces, format très répandu au niveau mondial. Avec l'évolution de la résolution numérique en mégapixels, l'arrivée de l'interface USB et l'apparition de nouveaux supports de stockage de grande capacité, Mavica propose d'autres solutions pour l'enregistrement des images : de la disquette de 3,5 pouces, on passe à la mémoire flash Memory Stick (avec une phase intermédiaire en passant d'abord par une disquette d'adaptation dans laquelle on vient insérer la Memory Stick, puis par un logement spécial prévu dans l'appareil lui-même) pour finir par les derniers modèles de Mavica qui utilisent les disques CD-R/CD-RW de 8 cm de diamètre.
Le premier Mavica à CD, le (MVC-CD1000), possède un zoom optique de 10x, et enregistre les images sur les disques CD-R uniquement, mais on peut utiliser son interface USB pour lire et capter les images des CD non remplis et donc non finalisés (des CD avec des sessions de gravure encore ouvertes). Les modèles suivants sont plus compacts, avec un zoom optique réduit mais peuvent écrire sur des disques CD-RW.
La gamme Mavica n'est plus produite. Sony continue de produire des appareils photographiques numériques avec les gammes Cyber-shot et Sony Alpha en généralisant les mémoires flash Memory Stick pour le stockage des images.

## Modèles Mavica

### Appareils analogiques avec stockage sur disquette vidéo 2.0
- MAVICA (1981) (Mavipak 2.0" VF, design reflex, 3 objectifs, plusieurs prototypes)
- Mavica MVC-A7AF (1987) (Mavipak 2.0 » VF)
- Hi-Band Mavica MVC-C1 (1988) (Mavipak 2.0" Hi-VF)
- Sony ProMavica MVC-2000 (1989) (Mavipak 2.0" Hi-VF)
- Hi-Band Mavica MVC-A10 (1989) (Mavipak 2.0" Hi-VF)
- ProMavica MVC-2010 (1990) (Mavipak 2.0" VF Hi-VF)[3]
- ProMavica MVC-5000 (1990) (Mavipak 2.0" VF, design reflex, divers objectifs)
- ProMavica MVC-7000 (1992) (Mavipak 2.0" Hi-VF, design reflex, 5 objectifs, 2 adaptateurs d’objectif)

### Appareils numériques avec stockage sur disquette 3,5"

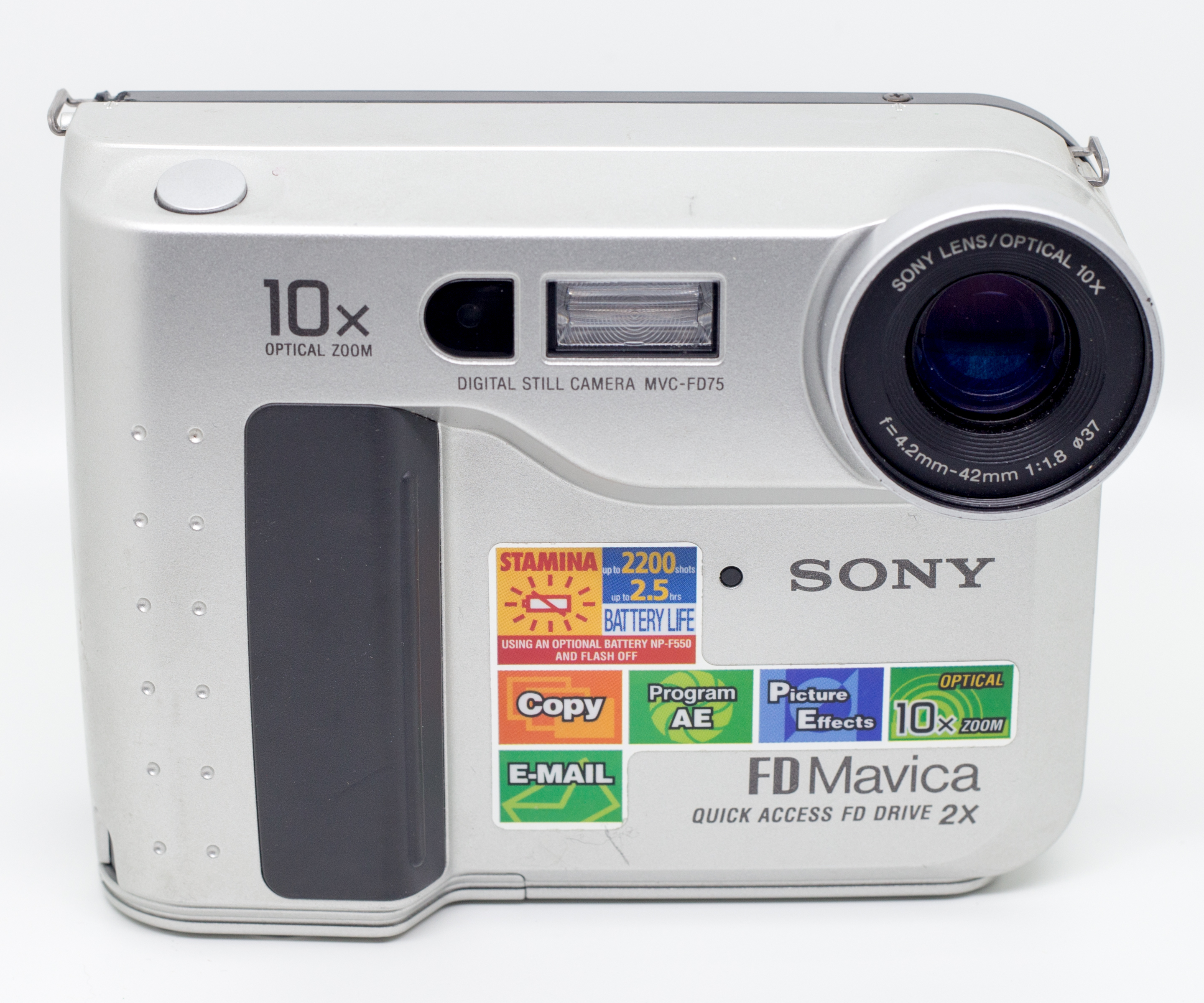
Sony Mavica MVC-FD75

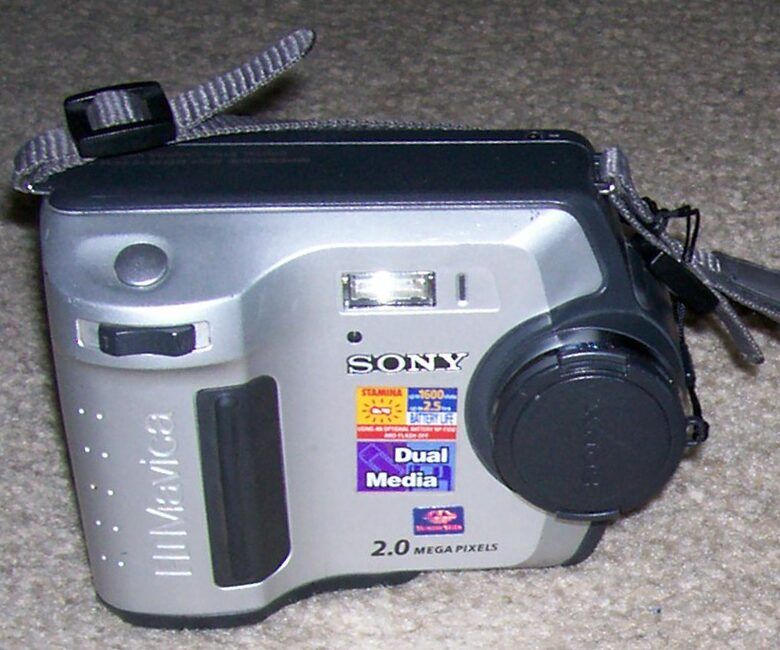
Sony Mavica MVC-FD200

- MVC-FD5 (fin 1997 - début 1998), focale fixe
- MVC-FD7 (fin 1997 - mi 1998), zoom optique x10
- MVC-FD51 (mi-1998), focale fixe
- MVC-FD71 (mi-1998), zoom optique x10
- MVC-FD81 (1998), premier appareil Mavica prenant des vidéos en 162x112 pendant 60 s ou 320 × 240 pendant 15 s à 16 fps, images fixes 1024 × 768
- MVC-FD73 (1999)
- MVC-FD83 (1999), images fixes 1024 × 768, vidéo MPEG-1 320 × 240 @16fps jusqu'à 15 s
- MVC-FD88 (1999), zoom optique x8, images fixes 1280x960, vidéo MPEG-1 320 × 240 @16fps jusqu'à 15 s
- MVC-FD91 (1999), zoom optique x14
- MVC-FD85 (2000), images fixes 1280 × 960, vidéo MPEP-1 320 × 240 @16fps jusqu'à 15 s
- MVC-FD90 (2000), voisin du MVC-FD85 avec définition améliorée, prise pour flash externe et mise au point manuelle. Images fixes 1280 × 960 (étendu à 1472 × 1104), vidéo MPEG-1 320 × 240 @16fps jusqu'à 15 s
- MVC-FD95 (2000)
- MVC-FD75 (2001), zoom optique x10
- MVC-FD87 (2001), zoom numérique 6x et zoom optique x3, taille image max 1280 × 960, capteur CCD 1,3 MP
- MVC-FD92 (2001), disquette à vitesse x4[4]
- MVC-FD97 (2001), zoom optique x10, disquette à vitesse x4 et emplacement pour Memory Stick, similaire au MVC-CD1000[5]
- MVC-FD100 (2002), capteur 1,2 MP, disquette x4 et Memory Stick[6]
- MVC-FD200 (2002), identique au MVC-FD100 avec capteur 2MP

### Appareils numériques avec stockage sur CD

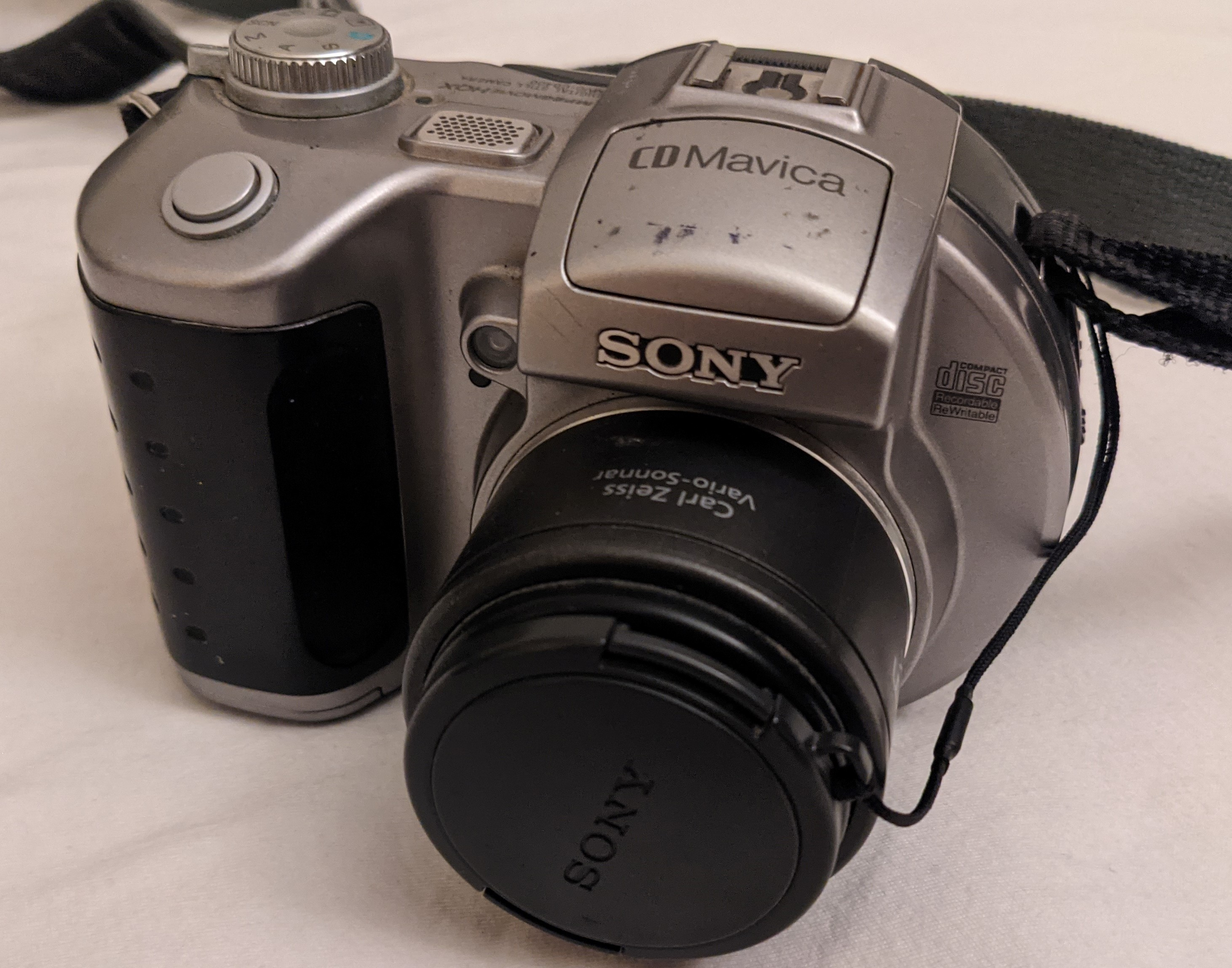
Mavica MVC-CD400

- MVC-CD1000 (2000)
- MVC-CD200 (2001)
- MVC-CD300 (2001)
- MVC-CD250 (2002)
- MVC-CD400 (2002)
- MVC-CD350 (2003)
- MVC-CD500 (2003)

## Concurrents de conception similaire
D'autres fabricants d'appareils photographiques ont utilisé le disque amovible comme unité de stockage :
- Canon RC-701 (1986)
- Panasonic PV-SD4090 et PV-SD5000
- Iomega Zipcam, prototype présenté en 1999 et qui utilisait des disques ZIP de 100 Mo
- Agfa ePhoto CL30 Clik!